# Christoph Heinrich Kniep
Christoph Heinrich Kniep (1755 à Hildesheim, Principauté épiscopale de Hildesheim - 1825 à Naples, Royaume des Deux-Siciles) est un portraitiste et un paysagiste allemand.
Il part à Rome en 1781. Il est surtout connu pour avoir accompagné Johann Wolfgang von Goethe lors de son expédition à Naples et en Sicile en 1787. Il ne reviendra pas à Rome avec Goethe et restera à Naples.
Ses dessins architecturaux sont marqués par une grande précision, ce qui en fait des documents archéologiques de première importance.